# Digama
Digama es un  género  de polillas perteneciente a la familia Erebidae, anteriormente se encontraba incluido en Arctiidae que ahora es Arctiinae. Es originario de África y Madagascar.

## Especies
- Digama abietis Leech, 1889
- Digama africana Swinhoe, 1907
- Digama aganais Felder, 1874
- Digama budonga Bethume-Baker, 1913
- Digama burmana Hampson, 1892
- Digama costimacula Swinhoe, 1907
- Digama culta Hübner, 1825
- Digama daressalamica Strand, 1911
- Digama fasciata Butler, 1877
- Digama hearseyana Moore, 1859
- Digama insulana Felder, 1868
- Digama lithosioides Swinhoe, 1907
- Digama malgassica Toulgoët, 1954
- Digama marchalii Guerin, 1843
- Digama marmorea Butler, 1877
- Digama meridionalis Swinhoe, 1907
- Digama nepheloptera Hampson, 1910
- Digama ostentata Distant, 1899
- Digama pandaenis Romieux, 1935
- Digama plicata Pinhey, 1952
- Digama rileyi Kiriakoff, 1958
- Digama sagittata Gaede, 1926
- Digama septempuncta Hampson, 1910
- Digama serratula Talbot, 1932
- Digama sinuosa Hampson, 1905
- Digama spilleri Bethune-Baker, 1908
- Digama spilosoma Felder, 1874
- Digama spilosomoides Walker, 1865
- Digama strabonis Hampson, 1910

Digama elongata Swinhoe, 1907 es ahora Galtara elongata.